# Italochrysa pardalina
Italochrysa pardalina är en insektsart som beskrevs av C.-k. Yang et al. 1999. Italochrysa pardalina ingår i släktet Italochrysa och familjen guldögonsländor. Inga underarter finns listade i Catalogue of Life.